# Primer ministre de Tunísia

Blasó de Tunísia.

Aquesta és la llista de primers ministres de Tunísia després la independència en 1956, fins a l'actualitat.

## Monarquia (1956 fins a 1957)
| Partit polític | Color |
| -------------- | ----- |
| Destour        |       |
| Néo-Destour    |       |

Primers Ministres
| Nom | Nom             | Nom | govern             | govern               |
| --- | --------------- | --- | ------------------ | -------------------- |
|     | Tahar Ben Ammar |     | 20 de març de 1956 | 11 d'abril de 1956   |
|     | Habib Bourguiba |     | 11 d'abril de 1956 | 25 de juliol de 1957 |

## República (1957 fins a l'actualitat)
| Partit polític    | Color |
| ----------------- | ----- |
| Néo-Destour - PSD |       |
| RCD               |       |
| Ennahda           |       |
| Nidaa Tounes      |       |
| Tahya Tounes      |       |
| Ettakatol         |       |
| Independent       |       |

Primers Ministres
| Nom | Nom                     | Nom                 | govern                 | govern                 |
| --- | ----------------------- | ------------------- | ---------------------- | ---------------------- |
|     | Bahi Ladgham            |                     | 7 de novembre de 1969  | 2 de novembre de 1970  |
|     | Hédi Nouira             |                     | 2 de novembre de 1970  | 23 d'abril de 1980     |
|     | Mohamed Mzali           |                     | 23 d'abril de 1980     | 8 de juliol de 1986    |
|     | Rachid Sfar             |                     | 8 de juliol de 1986    | 2 d'octubre de 1987    |
|     | Zine El Abidine Ben Ali |                     | 2 d'octubre de 1987    | 7 de novembre de 1987  |
|     | Hédi Baccouche          |                     | 7 de novembre de 1987  | 27 de setembre de 1989 |
|     | Hamed Karoui            |                     | 27 de setembre de 1989 | 17 de novembre de 1999 |
|     | Mohamed Ghannouchi      |                     | 17 de novembre de 1999 | 14 de gener de 2011    |
|     | Mohamed Ghannouchi      | 14 de gener de 2011 | 27 de febrer de 2011   |                        |
|     | Béji Caïd Essebsi       |                     | 27 de febrer de 2011   | 24 de desembre de 2011 |

### Caps de govern de la República de Tunísia després el desembre de 2011
| Nom | Nom                   | Nom                  | govern                 | govern                |
| --- | --------------------- | -------------------- | ---------------------- | --------------------- |
|     | Hamadi Jebali         |                      | 24 de desembre de 2011 | 13 de març de 2013    |
|     | Ali Laarayedh         |                      | 13 de març de 2013     | 29 de gener de 2014   |
|     | Mehdi Jomaa           |                      | 29 de gener de 2014    | 6 de febrer de 2015   |
|     | Habib Essid           |                      | 6 de febrer de 2015    | 27 d'agost de 2016    |
|     | Youssef Chahed        |                      |                        |                       |
|     | 27 d'agost de 2016    | 27 de febrer de 2020 |                        |                       |
|     | Elyes Fakhfakh        |                      | 27 de febrer de 2020   | 2 de setembre de 2020 |
|     | Hichem Mechichi       |                      | 2 de setembre de 2020  | 25 de juliol de 2021  |
|     | Najla Bouden Romdhane |                      | 29 de setembre de 2021 | 2 d'agost de 2023     |
|     | Ahmed Hachani         |                      | 2 d'agost de 2023      | 7 d'agost de 2024     |
|     | Kamel Madouri         |                      | 7 d'agost de 2024      | 21 de març de 2025    |
|     | Sara Zaafarani        |                      | 21 de març de 2025     | actualitat            |